# Biréli Lagrène
Biréli Lagrene (* 4. září 1966) je francouzský jazzový kytarista a basista. John McLaughlin ho nazval „kytarovým fenoménem“ a zapsal se do povědomí v 80. letech skrz svůj styl hry ala Django Reinhardt. Často hraje swing, jazzové fúze a post bop. Biréli Lagrene má velice impresivní techniku hry.

## Životopis
Biréli Lagrene se narodil 4. září 1966 v Soufflenheimu (Bas-Rhin) v tradiční manouche-cikánské rodině a komunitě. Na kytaru začal hrát, když mu byly čtyři roky. Když mu bylo osm let, ovládal již celý repertoár Djanga Reinhardta a jeho příbuzní ho nazývali "zázračným dítětem". Díky výhře v Gypsy music festivalu ve Štrasburku (tehdy mu bylo 12 let) dostal příležitost udělat turné po Německu, a později nahrát své živé vystoupení na dvojité LP Route to Django. Poté, co odjel do USA, potkal Biréli velikány tehdejší jazzové scény jako byli Stéphane Grappelli, Benny Goodman, Benny Carter, atd. V roce 1984 potkal Larryho Coryella v New Yorku. Později byl představen basovému kytaristovi Jaco Pastoriovi a vytvořil s ním uskupení jazzové fúze. Společně jezdili po Evropě a koncertovali, což hodně přispělo k osamostatnění Bireliho hudební tvorby. Lagrene se navrátil k tradičnímu stylu tím, že založil Gypsy Project, gypsy-jazzové trio.

## Diskografie
- 1980 Routes To Django - live At The Krokodil (jazzpoint)
- 1981 Biréli Swing ‘81
- 1981 Down in Town
- 1982 Fifteen (Antilles)
- 1984 Live at the Canergie Hall relica
- 1985 A tribute to Django Reinhardt (Live at the Carnegie Hall & Freiburg Jazz Festival) 2 cd
- 1985 Live with Vic Juris Inakustik
- 1986 Stuttgart Aria
- 1986 Heavy'n Jazz (Jaco Pastorius)
- 1986 Special Guests (Larry Coryell, Miroslav Vitous)
- 1988 Acoustic Moments Blue Note1986 : Lagrene and Guests
- 1987 Inferno
- 1988 Foreign Affairs
- 1989 Highlights
- 1983 Down In Town
- 1990 91 Acoustic moments
- 1994 Live in Marciac
- 1994 The Music of Django Reinhardt IMPORT Bob Wilber Randy Sandke Mike Peters Bireli Lagrene
- 1992 Standards Capitol
- 1995 My favorite Django
- 1998 The One And Only, together with Jimmy Rosenberg and Angelo Debarre (Hot Club Records)
- 1998 Mike Reinhardt Choukar
- 1998 Blue Eyes
- 1999 Duet, together with Sylvain Luc
- 2000 A Tribute to Django Reinhardt: at the Carnegie H.and the Freiburg Jazz Fest. reedition
- 2000 Frontpage with Dennis Chambers Dominique Di Piazza
- 2001 Gipsy Project
- 2004 Move
- 2004 Bireli Lagrene & Friends Live Jazz à Vienne (DVD). L’intégrale en 32 morceaux du concert donné en 2002 par Biréli Lagrène et les meilleurs Jazzmen manouche.
- 2005 Bireli Lagrene & Gypsy Project Live in Paris DVD
- 2006 Djangology avec Big Band WDR de Cologne + solo To Bi or not to Bi
- 2007 Just the way you are
- 2008 Electric side
- 2009 Summertime, together with Sylvain Luc
- 2009 Gipsy Trio
- 2010 Djangologists with The Rosenberg Trio